# Mychonoa
Mychonoa é um gênero de mariposa pertencente à família Acrolepiidae.